# 新龙门客栈 (2019年电视剧)
《新龙门客栈》，2019年中国大陆古装武侠剧，故事背景为明朝，强视传媒出品，于2017年1月開机、6月杀青。由马可、戚薇領銜主演、並由沈梦辰、保剑锋、陈晓东、于波聯合主演。。本劇於2019年9月14日在美国城市卫视18.9频道首播。

## 播放時間及平台
| 頻道                                  | 所在地 | 播映日期      | 播出時間               | 備註  |
| ------------------------------------- | ------ | ------------- | ---------------------- | ----- |
| 洛杉机 iCiti TV 美国城市卫视 18.9频道 | 美国   | 2019年9月14日 | 周六下午 5:00pm-7:00pm | [ 4 ] |

## 剧情概述
剧版《新龙门客栈》剧情是电影《新龙门客栈》的前传。  宦官专权的明朝后期、周淮安(马可 饰)、金镶玉(戚薇 饰)、邱莫言(沈梦辰 饰)等人保护忠良之后小英王英观镇(刘耀元 饰) 躲避奸臣追杀、匡扶社稷重整朝纲的故事。

## 演员列表

### 主要演员
| 演员   | 角色   | 介紹                                                       |
| 马可   | 周淮安 | 锦衣卫教头、打击东厂黑暗势力的第一反抗者                   |
| 戚薇   | 金镶玉 | 八面玲珑、妩媚泼辣的黑店老板娘                             |
| 沈梦辰 | 邱莫言 | 善良仗义、一把佩剑走天下                                   |
| 保剑锋 | 曹少钦 | 东厂都督                                                   |
| 陈晓东 | 贤王   | 志在打倒东厂奸臣、匡扶社稷                                 |
| 于波   | 海潮王 | 海上霸主、与金镶玉有着十分密切的关系                       |
| 杜俊泽 | 笑方非 |                                                            |
| 季晨   | 敬王   | 心怀天下、很有谋略                                         |
| 刘耀元 | 英观镇 | 位被大家保护的小英王、懂得驭兽的小少年                     |
| 叶子淇 | 北条枫 | 来自东瀛、一个能使用双刀、武力不凡、并有神秘技能的忍者少女 |

### 其他演员
| 演员   | 角色     | 介紹                         |
| 杨明娜 | 梨花千叶 |                              |
| 宗峰岩 | 常满     | 圆滑多疑的富商               |
| 肖剑   | 刁不遇   | 快刀厨子                     |
| 卢卓   | 赛花     | 账房先生                     |
| 傅颖   | 英观琪   | 贤王妃                       |
| 马赫   | 油点子   | 跑堂、一张巧嘴说得是天花乱坠 |
| 杨珂   | 三好元庆 | 阴狠狡诈的日本第一长枪手     |
| 张会中 | 贾廷     |                              |
| 魏炳桦 | 常言     |                              |
| 马昂   | 义辉     |                              |
| 黄映莹 | 梅红     |                              |